# 内藤知香
内藤 知香（ないとう はるか、1994年3月2日 - ）は、日本のフリーアナウンサー。2013年度ミス大妻女子大学。

## 略歴・人物
神奈川県川崎市出身。
身長151cm。
洗足学園高等学校出身。高校在学中の部活動はバイオリン。
大妻女子大学社会情報学部卒業。
大学在学中にミスキャンパスグランプリに選ばれ、リポーターの活動を開始。
ミス大妻に選ばれた際、檀上で感想を聞かれ、「自分が１位になると本当に思っていなかったので、余計なプレッシャーがなく、リラックスしてミスコンを楽しむことができた」と気負いのないコメントをする等、ところどころでマイペースな一面が見受けられる。
人見知りのため、他者からはリアクションが薄いと指摘されることもある。
博物館学芸員補、アスリートフードマイスター、秘書検定２級資格所持。
趣味はお笑いライブ鑑賞、野球観戦。野球は幼いころから球場に連れて行ってもらったのがきっかけで好きになり、二軍球場にも観戦に行っている。

## 出演番組

### ニコニコ生放送
- 愛甲猛の激ヤバトーク・野良犬の穴 MCアシスタント
- 甲子園2015.2016～みんなで一緒に野球を観よう～MC

### Youtube
- 愛甲猛の野良犬チャンネル　番組アシスタント
- BNNニュース 企業YouTuber - バナライズ ニュースキャスター
- やらかし先生 MCアシスタント出演(-2021年9月)
- エキテンチャンネル　エキテンリポーター
- すれちがい美女

## 雑誌
- 週刊ゴルフダイジェスト 32号(2018年 8月21・28日合併 夏休み特大号) -「Beauty2018」
- 週刊少年サンデー 32号(2015年 7月1日) - 巻頭グラビア「だがしかし　～夏と僕とだがし女し！～」

## WEB媒体
- 電動バイク「zecOO」【Tech Note MAKERS COLLECTION Vol.5】-ものづくり&まちづくり BtoB情報サイト「Tech Note」
- 【今週のBeauty】「ゴルフのおかげで、年上の人との交流が増えました！」-週刊ゴルフダイジェスト
- こだわり成分をまるっと届けられる 濃厚美容液でお悩み肌レスキュー☆ -アッププラスオンライン 編集部№1
- 敏感肌さん必見！ ブースターマニアも注目の オンリーミネラルの「ファーストCブースト」が人気の理由とは？-アッププラスオンライン 編集部№1